# Noida
Noida, prescurtare de la New Okhla Industrial Development Authority, este un oraș planificat sub conducerea New Okhla Industrial Development Authority (numită și NOIDA). Oraș satelit al Delhiului, face parte din Regiunea Capitalei Naționale din India. Conform rapoartelor provizorii ale Census of India, populația orașului Noida era în 2011 de 642.381 de locuitori. Noida este situat în districtul Gautam Buddh Nagar din statul Uttar Pradesh, în apropiere de capitala New Delhi. Reședința administrativă a acestui district este în orașul Greater Noida din apropiere. Cu toate acestea, cel mai înalt oficial local, magistratul districtual, își are birourile în Noida. Orașul face parte din circumscripția Noida pentru alegerea reprezentanților în Vidhan Sabha (adunarea statului) și din circumscripția Gautam Buddha Nagar pentru Lok Sabha. Ministrul de Stat pentru Cultură, Turism și Aviație Civilă, Mahesh Sharma de la BJP este actualul deputat de Noida.
Noida a fost clasat ca cel mai bun oraș din Uttar Pradesh și cel mai bun oraș din toată India la capitolul locuințe la studiul „Best City Awards” realizat de ABP News în 2015. Noida a luat locul orașului Mumbai ca a doua cea mai bună destinație imobiliară. Drumurile din Noida sunt mărginite de copaci, iar orașul este considerat a fi cel mai verde oraș din țară, cu aproximativ 50% din suprafață reprezentată de spații verzi, cel mai mare procentaj din toate orașele Indiei.

## Istoria
Noida a apărut ca entitate administrativă la 17 aprilie 1976 și sărbătorește 17 aprilie ca „Ziua Noida”. A fost înființat ca parte a unui program de urbanizare în timpul controversatei Perioade de Urgență (1975-1977), sub prim-ministrul Indira Gandhi. Orașul a fost creat conform Legii de Dezvoltare a Zonelor Industriale din 1976 la inițiativa lui Sanjay Gandhi. Orașul are cel mai mare venit pe cap de locuitor din toată Regiunea Capitalei Naționale. Noida este clasificată ca zonă economică specială (SEZ). Noida Authority este printre cele mai bogate organisme civice din țară.

## Geografie
Noida este situat în districtul Gautam Buddh Nagar din statul Uttar Pradesh al Indiei. Noida se află la circa 25 km sud-est de New Delhi, la 20 km nord-vest de reședința de district - Greater Noida și 457 km nord-vest de capitala statului, Lucknow. Este mărginit la vest și sud-vest de râul Yamuna, la nord și nord-vest de orașul Delhi, la nord-est de orașele Delhi și Ghaziabad și la nord-est, est și sud-est de râul Hindon. Noida se încadrează în bazinul hidrografic al râului Yamuna, și este situat într-o veche albie a acesteia.
| Suprafață geografică  | 1.442 km²                          |
| Populație             | 1.105.290, 600.950(M), 504.340 (F) |
| Alfabetizați          | 627.930, 402.230(M), 225.700 (F)   |
| Tehsiluri (sectoare)  | 3                                  |
| Blocuri de dezvoltare | 4                                  |
| Nyay Panchayat        | 38                                 |
| Gram Sabha            | 243                                |
| Sate locuite          | 343                                |
| Orașe                 | 8                                  |
| Sursa                 | http://gbnagar.nic.in/             |

## Clima
Vara, adică din martie până în iunie, vremea rămâne caldă și temperatura variază de la un maxim de 48 °C la un minim de 28 °C.
Sezonul musonic durează din mijlocul lunii iunie până la mijlocul lunii septembrie.
Valurile de frig din regiunea Himalaya face ca iernile din Noida să fie reci și grele. Temperaturile cad până la 3-4 °C în mijlocul ierni. 

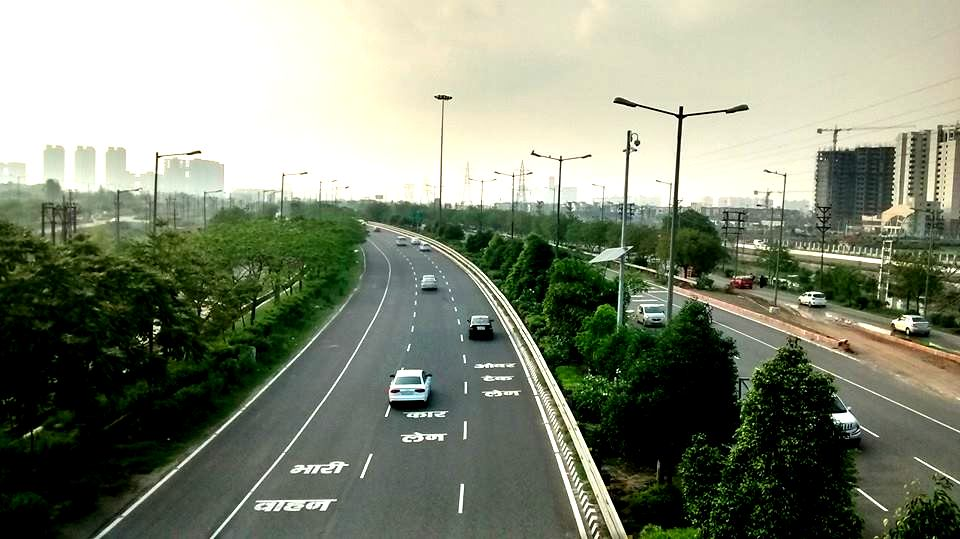
Drum expres în Noida

| Date climatice pentru Noida    | Date climatice pentru Noida | Date climatice pentru Noida | Date climatice pentru Noida | Date climatice pentru Noida | Date climatice pentru Noida | Date climatice pentru Noida | Date climatice pentru Noida | Date climatice pentru Noida | Date climatice pentru Noida | Date climatice pentru Noida | Date climatice pentru Noida | Date climatice pentru Noida | Date climatice pentru Noida |
| Luna                           | Ian                         | Feb                         | Mar                         | Apr                         | Mai                         | Iun                         | Iul                         | Aug                         | Sep                         | Oct                         | Nov                         | Dec                         | An                          |
| ------------------------------ | --------------------------- | --------------------------- | --------------------------- | --------------------------- | --------------------------- | --------------------------- | --------------------------- | --------------------------- | --------------------------- | --------------------------- | --------------------------- | --------------------------- | --------------------------- |
| Maxima medie [°C]              | 21                          | 24                          | 30                          | 38                          | 41                          | 37                          | 35                          | 34                          | 34                          | 35                          | 29                          | 23                          | 32                          |
| Minima medie [°C]              | 7                           | 10                          | 15                          | 21                          | 27                          | 29                          | 27                          | 26                          | 25                          | 19                          | 12                          | 08                          | 19                          |
| Media precipitațiilor [mm]     | 17                          | 20                          | 24                          | 27                          | 31                          | 62                          | 219                         | 226                         | 102                         | 24                          | 6                           | 16                          | 774                         |
| Sursa: Vremea în Greater Noida |                             |                             |                             |                             |                             |                             |                             |                             |                             |                             |                             |                             |                             |

## Demografia
Conform datelor provizorii ale recensământului din 2011, Noida avea o populație de 642.381 de locuitori, din care de sex masculin erau 352.577 și de sex feminin 289.804. Rata alfabetizării era de 88,58%. Alfabetizarea bărbaților era de 92,90% și cea a femeilor, de 83,28%.
Sunt oameni de aproape toate marile religii, dar majoritatea practică hinduismul. În oraș sunt multe temple hinduse, unele dintre cele mai cunoscute fiind templul Hanuman din Sectorul 22, templul Kalibari din Sectorul 26, templul ISKCON din Sectorul 33, templul Shree Jagannath din Sectorul 34, templul Sai Baba din Sectorul 61 și templul Kuti de la Sec 163 Mohiyapur. Sunt și o moschee șiită în Sectorul 50 și biserica ortodoxă indiană Sf. Grigorie în Sectorul 51, biserica Mar Thoma din Sectorul 50 și biserica catolică Sfânta Maria din Sectorul 34.

## Administrația

### Autoritățile
Infrastructura orașului este administrată de către Autoritatea NOIDA, o autoritate statutară înființată prin Legea Dezvoltării Zonelor Industriale în Uttar Pradesh din 1976. Autoritatea este condusă de un președinte, care este funcționar de la IAS, dar chestiunile curente ale autorității sunt tratate de către CEO-ul său, care și el este funcționar IAS. Autoritatea NOIDA intră sub incidența Departamentului de Infrastructură și Dezvoltare Industrială al Guvernului statului Uttar Pradesh. În prezent, posturile de președinte și CEO sunt ocupate de către același funcționar, Alok Tandon.

### Administrația generală
Districtul Gautam Budh Nagar face parte din diviziunea Meerut, condusă de comisarul de diviziune, funcționar IAS de mare vechime, comisarul fiind șeful administrației publice locale a instituțiilor (inclusiv Corporațiile Municipale), din diviziune, este responsabil de dezvoltarea infrastructurii în diviziune, și este, de asemenea, responsabil pentru menținerea legii și ordinii în diviziune. Magistratul districtual, prin urmare, este subordonat comisarului de diviziune al Meerutului. Actualul Comisar este Prabhat Kumar.
Administrația districtului Gautam Budh Nagar este condusă de magistratul districtual al Gautam Budh Nagarului, funcționar IAS. Acesta este responsabil de cadastru și de colectarea impozitelor pentru guvernul central și de supravegherea alegerilor naționale în oraș. El este responsabil și cu menținerea legii și ordinii în oraș, prin urmare inspectorul senior de poliție din Gautam Budh Nagar este subordonat magistratului districtual al Gautam Budh Nagarului. Magistratul districtual este asistat de un Chief Development Officer, alți patru magistrați districtuali adjuncți (executiv, financiar/venituri, achiziții de terenuri și judiciar) și de un magistrat municipal. Districtul este împărțit în trei tehsile, numite Sadar, Dadri și Jewar, fiecare condus de un magistrat de subdiviziune subordonat magistratului districtual. Actualul magistrat districtual este Brajesh Narain Singh.

### Administrarea poliției
Districtul Gautam Budh Nagar intră în circumscripția de poliție Meerut și a Poliției statului Uttar Pradesh. Zona Meerut este condusă de un ofițer IPS cu grad de director general adjunct al Poliției (ADG), întrucât zona Meerut condusă de un ofițer IPS cu grad de inspector general de Poliție (IG). Actualul director general al Zonei Meerut este Prashant Kumar, pe când actualul inspector general este Ram Kumar.
Administrația Poliției din Gautam Budh Nagar este condusă de către un inspector senior de poliție, ofițer IPS subordonat magistratului districtual pe subiectul aplicării legii și menținerii ordinii. El este asistat de patru inspectori de poliție/inspectori de poliție adjuncți (de oraș, zonă rurală, trafic și infracțiuni). Districtul este împărțit în opt cercuri de poliție, fiecare responsabilitatea unui ofițer de cerc cu rang de inspector adjunct de poliție. Inspectorii de trafic și de infracțiuni sunt asistați de un ofițer de cerc cu grad de adjunct al inspectorului-șef al Poliției. Orașul Noida este împărțit în trei cercuri de poliție, City-I, City-II și City-III, fiecare administrat de către un ofițer de cerc cu grad de inspector-adjunct de poliție. Inspectorul pe oraș coordonează toate cercurile orașului. Actualul inspector de poliție este Ajay Sharma, și inspectorul de oraș este Arun Kumar.

## Infrastructura

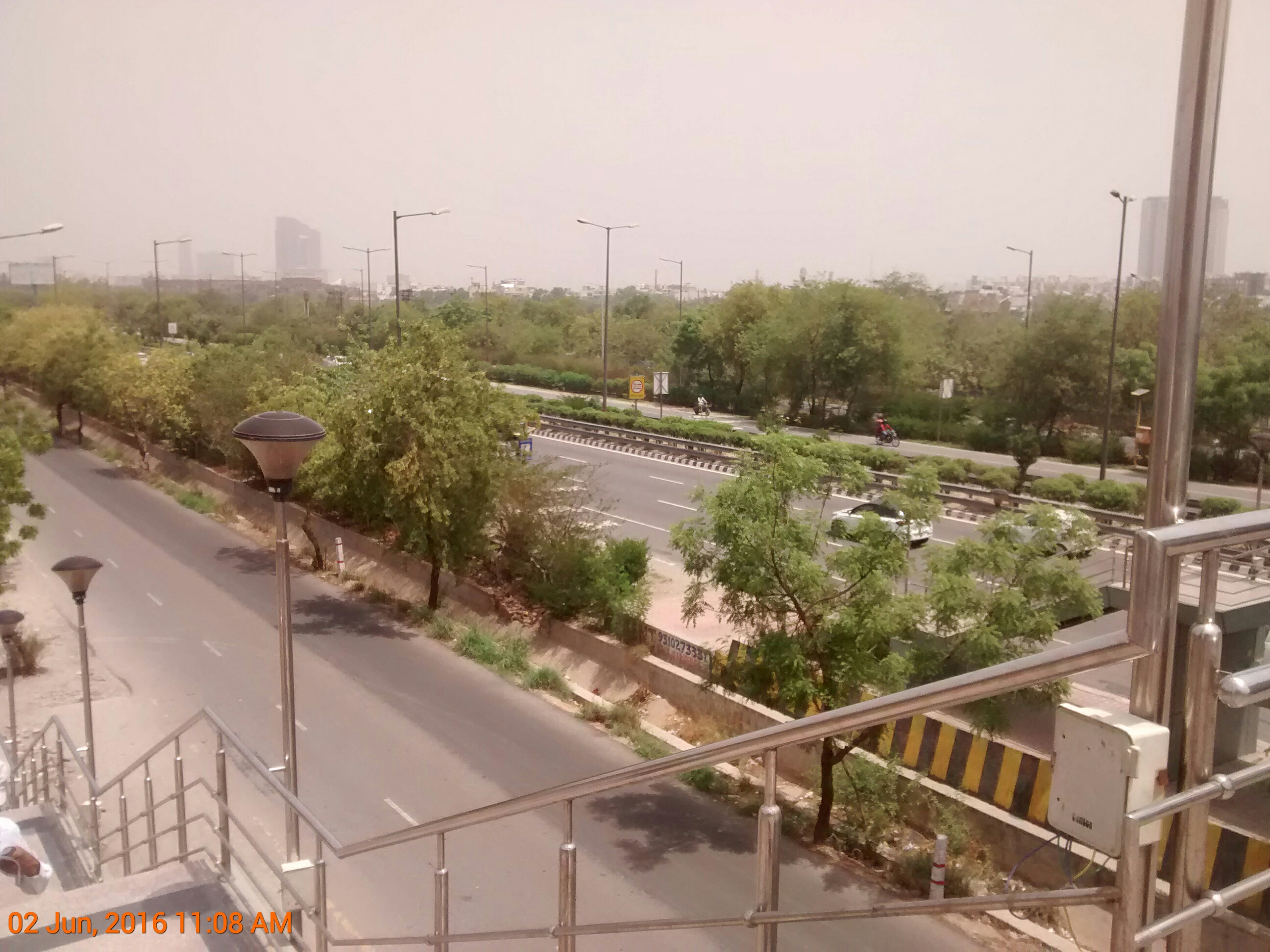
Drumul expres direct Delhi-Noida în fața Universității Amity, Noida

Noida se află pe locul 17 la capitolul curățenie între orașele din India. Gradul de dotare cu infrastructură fizică este mai mare în Noida și Greater Noida. Cele mai multe terenuri din Noida nu este foarte fertile și producția agricolă este scăzută. Se află în zona inundabilă a râului Yamuna pe o parte și a râului Hindon pe altă parte. De pe drumul expres Noida se văd multe satel, începând de la pasajul Mahamaya până în Greater Noida, pe ambele părți. Un capăt al drumului expres Taj se termină în drumul expres Noida de lângă râul Hindon, și altul la Agra. Până în anii 1980, aceste sate erau inundate la fiecare 2-3 ani, oamenii mutându-se temporar în alte locuri în zona Noida, și chiar în Mehrauli la Delhi. Noida este cunoscut și pentru clădirile înalte și este pe locul al doilea în India, după Mumbai, la acest capitol.
Există întotdeauna o mare cantitate de venituri excedente în fiecare an, deoarece autoritățile nu pot cheltui toate sumele pe dezvoltarea sau întreținerea infrastructurii. Veniturile din chirii și taxele pe construcții sunt cele mai mari surse de venit public. În plus, autoritatea primește venituri uriașe din taxele pe apă și de transfer de proprietate. „Autorintatea Noida a depus 3500 crore de rupii în diverse bănci, din cauza surplusului de fonduri. Noida are atât de mult surplus de fonduri încât poate administra orașul fără a colecta taxe timp de 5 ani la rând.”
Un zgârie-nori de 300 m înălțime, numit „Spira” este în construcție în Noida.

## Educația
La Noida își are sediul Universitatea Tehnică a statului Uttar Pradesh și diverse alte colegii afiliate la aceasta. Aici funcționează și multe alte universități private.
IIM Lucknow și Institutul de Tehnologie Birla, Mesra și-au înființat campusuri la distanță în Noida.

## Economia

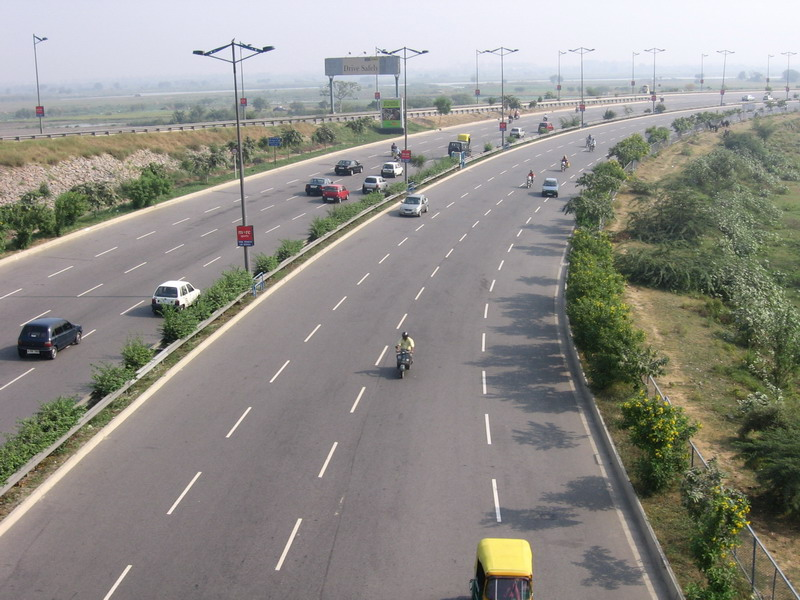
Drumul expres direct Delhi-Noida

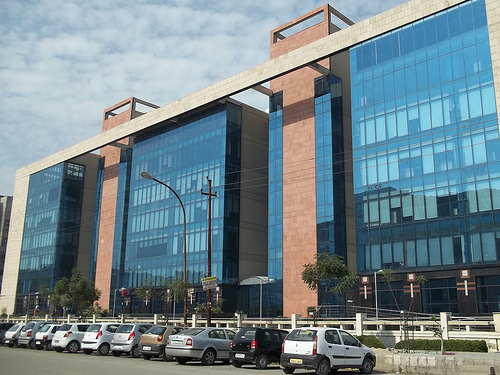
IT Park

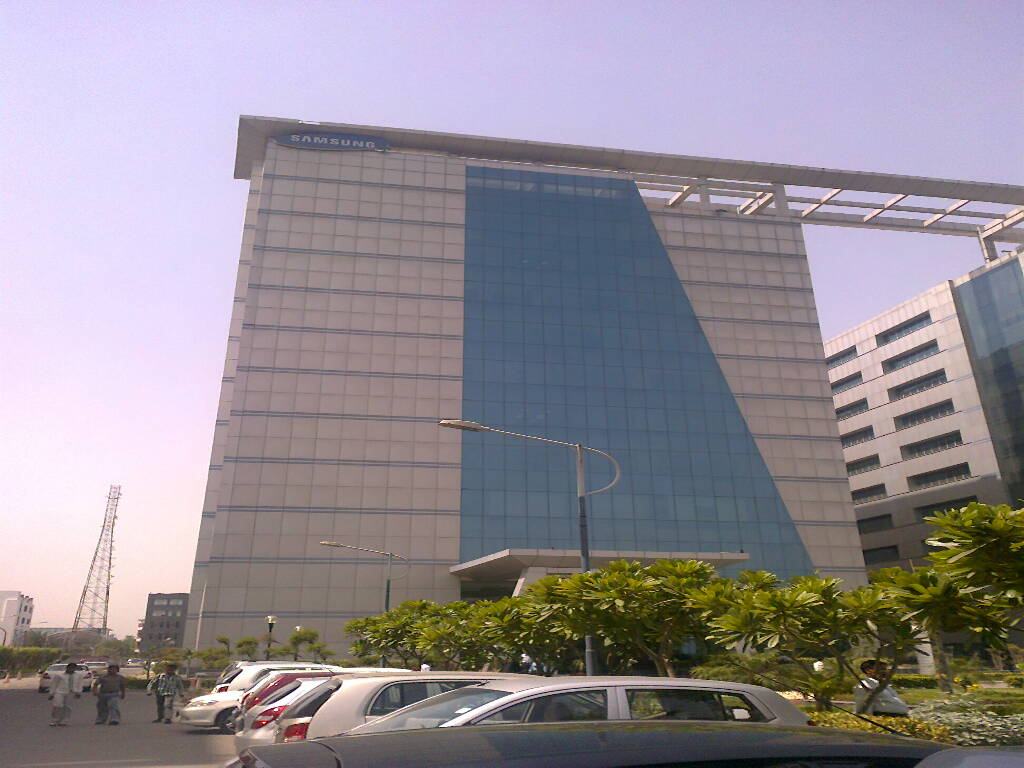
Logix Cyber Park

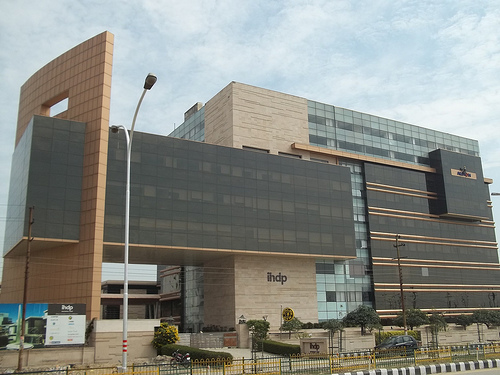
IT Park

În ultimii 10 ani, Noida a devenit, de asemenea, un centru de dezvoltare de software pentru companii ca HCL, Samsung, Barclay's, Agicent, CSC. Aceste companii contribuie la economia orașului cu dezvoltarea de produse software și prin exportul de servicii în valută străină.
Samsung a investit recent 1500 crore de rupii în Noida, în cadrul inițiativei „Make in India”.

### Media și divertisment
Noida este o locație importantă pentru industria indiană de divertisment, multe filme, seriale de televiziune, canale de știri, și alte mass-media, fiind realizate aici. Orașul devine rapid un favorit al regizorilor care doresc să filmeze cadre de cultură urbană sau viață la universități. Conform producătorului de film Rishabh Arora, „Noida s-a dezvoltat mult în ultimul deceniu și aici mă simt ca acasă. Și e un loc minunat pentru filmări în aer liber. Filmele cu povești urbane devin mari hituri și Noida dă aroma perfectă pentru filme cu tematică urbană și cu secvențe muzicale. Orașul are șosele, colegii, drumuri largi și public bun.”Film City, înființat de Sandeep Marwah, este un hub pentru marile canale de știri și studiouri. 
Canalele de știri ca WION, Zee News, NDTV, grupului TV Today, Network 18, NewsX, și India TV au sediile aici, iar unele companii media din presa scrisă ce operează în Noida sunt Amar Ujala - Noida, Dainik Jagran, Dainik Bhaskar, Rajasthan Patrika, Dainik Prayukti și TOI. Proximitatea orașului Noida față de Delhi, centrul politic al țării, face din el o destinație atractivă pentru canalele de știri. Activitățile comerciale au crescut și ele în ultimii ani, cu un val de noi mall-uri și multiplexuri.

## Sport
În 2005, orașul a găzduit Semimaratonul Noida, și prima mare expunere internațională a orașului, cursa de ștafetă Queen's Baton Relay din preludiul Jocurilor Commonwealth-ului. Competiția de ciclism de la Jocurile Commonwealth-ului din 2010 au avut loc pe drumul expres Noida-Greater Noida.
Terenul de Golf se situează în partea de sud a orașului, având 18 găuri, par 72 pe o lungime de 6989 de metri, evaluat de către comisia tehnică a Indian Golf Union. În 2011, Greater Noida a găzduit inaugural ediția inaugurală a Marelui Premiu al Indiei de Formula 1, la Buddh International Circuit, construit de Jaypee Group. Circuitul este primul de acest fel din Asia de Sud.
În Sectorul 21 a fost construit un stadion internațional denumit Noida Cricket Stadium, cu o capacitate de aproximativ 20.000 de locuri, al cărui complex găzduiește mai multe facilități, cum ar fi piese dedicate amatorilor de ciclism, terenuri de fotbal și terenuri de antrenament pentru golf. Complexul este format și din săli de baschet, terenuri de squash, mese de tenis, terenuri de tenis de câmp, terenuri de golf și un patinoar.
Un alt stadion de cricket, cu 50.000 de locuri, va fi construit pe un teren de 50 ha aproape de drumul expres Noida în Sectorul 152. Acesta ar depăși Ferozeshah Kotla la capacitate și suprafață.

## Transport

### Metrou
Metroul, inițial programat să ajungă la Noida în 2011, a fost deschis în mod oficial pe 12 noiembrie 2009, cu 10 luni înainte de Jocurile Commonwealth-ului. Prin Metroul Delhi, Noida este acum conectat de Connaught Place, New Delhi și de suborașul Dwarka, prin Linia Albastră care ajunge la Complexul  Akshardham, IP Estate, Barakhambha Road, Karol Bagh, Rajendra Place, Rajouri Garden și Uttam Nagar. Aceeași Linie Albastră conectează Noida cu Vaishali, prin stația intermodală Yamuna Bank. O parte din această legătură s-a deschis pe 11 noiembrie 2006. Metroul se extinde în continuare în oraș și va ajunge și în Greater Noida. O linie de metrou, numită Aqua Line, între Noida și Greater Noida urma să înceapă operațiunile în 2018. Linia magenta a metroului din Delhi leagă Noida și Janakpuri prin stațiile Botanical Garden, Noida și Janakpuri West.

### Drum

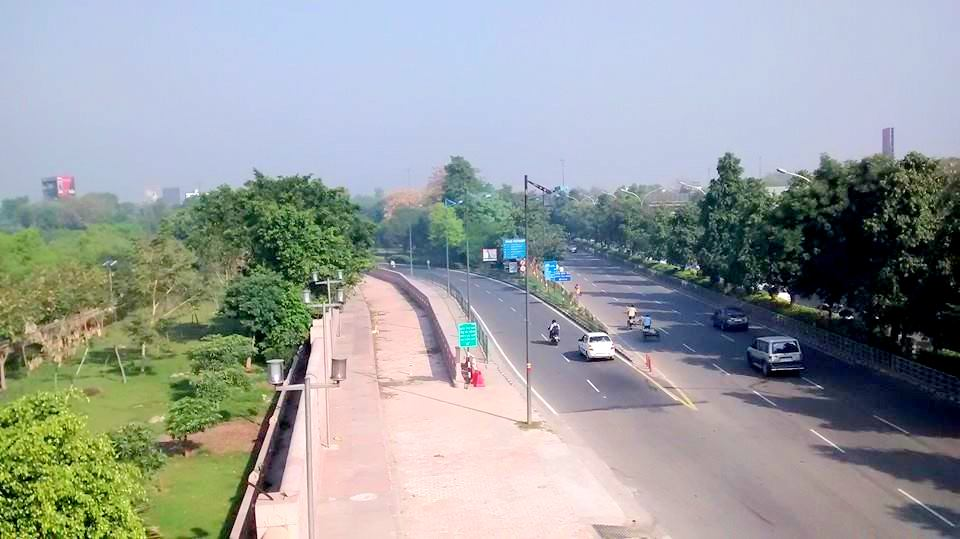
Un drum în Noida

Noida are străzile dispuse într-un model de grid și, datorită planificării adecvate, toate drumurile principale au 6 benzi, sunt drepte și sunt bine finisate. Noida are trei drumuri expres principale. Unul este DND Flyway, care leagă Noida și Delhi, traversează râul Yamuna, și este foarte folosit de cei care lucrează în oraș. Al doilea este drumul expres Noida-Greater Noida și al treilea este drumul expres Yamuna, care leagă Noida de Agra prin Mathura. Centura Delhi Est, drumul expres Delhi-Meerut, drumul expres Upper Ganga Canal și drumul expres Ganga sunt patru drumuri expres în construcție ce vor trece prin oraș. Zona adiacentă drumului expres NGN a fost dezvoltată rezidențial masiv în ultimii ani. Un drum etajat cu 6 benzi trece peste MP-II, și facilitează o traversare a orașului în doar 5 minute. Acest drum de 4,8 km pornește de la Flex Crossing și se termină la școala Vishwa Bharti. Un drum suspendat, din sectorul 12/22 către sectoarele 12/10-21/21A va fi construit pe ruta MP-I, și mai sunt planificate și alte trei drumuri suspendate. Împreună cu aceste cinci drumuri suspendate, sunt în curs de construcție sau de aprobare mai multe pasaje subterane. Dacă acestea se realizează, Noida va deveni orașul cu cel mai mare număr de drumuri suspendate si pasaje subterane din India.
UPSRTC, DTC și autobuzele private deservesc diverse rute din oraș. Taxiurile, auto-ricșele și ciclo-ricșele sunt disponibile pentru transportul pe distanțe scurte.

### Feroviar/Aerian
Noida nu este legat direct la calea ferată, dar există stații de cale ferată în apropiere se poate ajunge pe cale rutieră, inclusiv Ghaziabad și Anand Vihar. Gările New Delhi și Old Delhi (ambele accesibile prin rețeaua de metrou) sunt însă principalele stații de cale ferată folosite de către navetiști pentru a ajunge la Noida. Cel mai apropiat aeroport este Aeroportul Internațional Indira Gandhi din Delhi.
În luna iunie 2017, Guvernul național a aprobat construirea unui aeroport internațional în Greater Noida, pentru a reduce traficul celui din New Delhi.

### Autobuze
Noida are o autogară în satul Morna din Sectorul 35. Există autobuze regulate care duc spre orașele din apropiere, cum ar fi New Delhi, Dehradun, Ghaziabad, Tappal, Khair, Aligarh Bulandshahr, Meerut, Muzaffarnagar etc. Compania Uttar Pradesh Parivahan deservește liniile locale de autobuz. Cu toate acestea, există intenția de a muta autogara din Morna.

## Parcuri și agrement în Noida
Okhla Bird Sanctuary (OBS) se află la intrarea în oraș, în punctul în care râul Yamuna intră în statul Uttar Pradesh din statul Delhi. Barajul Okhla de pe Yamuna a creat acolo un mediu natural care atrage diverse specii de păsări. OBS este printre cele 466 de arii importante pentru păsări din India. Circa 324 de specii de păsări diverse sunt prezente în sanctuar, dintre care circa 50% sunt păsări migratoare.

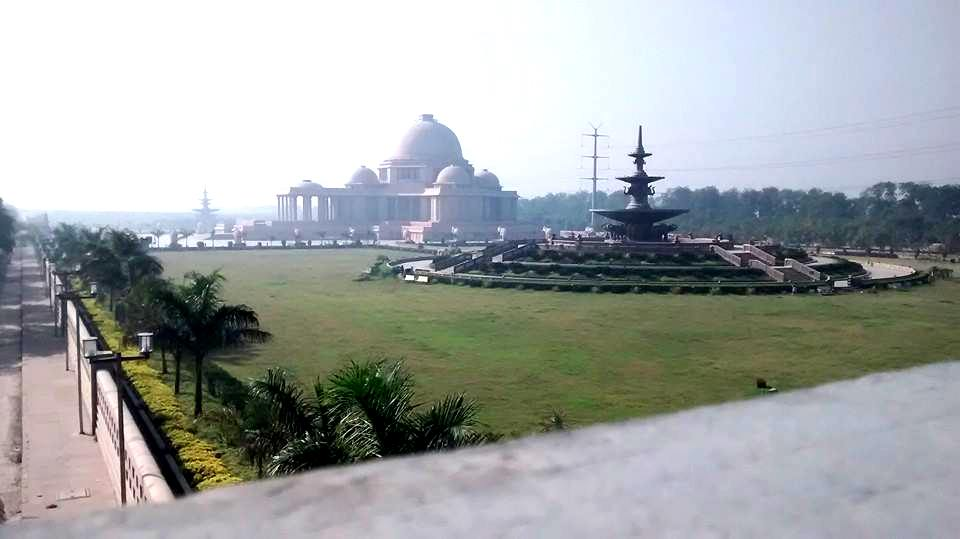
, Noida

Grădina botanică a fost înființată cu scopul de a deveni un centru pentru plante speciale și pe cale de dispariție, reprezentând întreaga țară. Se află în Sectorul 38A al orașului, începând din 2002. Astăzi, ea se intinde pe 160 de hectare, și găzduiește circa 7.500 de plante.
Oamenii de știință sprijină speciile de plante pe cale de dispariție în grădina botanică. Sunt prezente specii ca psilotum nudum. Considerată plantă primitivă — urmașă a primului grup de plante vasculare de acum 400 de milioane de ani — larg răspândite în devonian și silurian — numele său înseamnă „dezbrăcat” în limba latină, deoarece îi lipsesc majoritatea organelor găsite la plantele evoluate mai târziu.
Grădina botanică din Noida este împărțită în 10 secțiuni. Cea pentru plante medicinale are o varietate de 96 de plante și este mai departe împărțită în opt secțiuni numite după părțile corpului uman cărora le fac bine plantele. De exemplu, secțiunea „sistemul digestiv” are aloe vera și gymnema sylvestre (madhunaashini), care vindecă diabetul; secțiunea „sânge și circulație" are withania somnifera (ashwagandha) și aristolochia indica (isharmul) - purificatoare ale sângelui; secțiunea „musculo-scheletală” are cissus quadrangularis (Hadjod); cea pentru „boli de piele” are plumbago zeylanica (chitarak) care vindecă leucoderma.
Există și o secțiune de fructe, cu mai multe soiuri de mango, rodie, lămâi, peri, pruni, muri etc., alături de specialitatea grădinii, guava negru (kaala amrud). Secțiunea silvestră are copaci ca sapindus emarginatus (reetha), pterocarpus marsupium (lemn de santal), dabergia sissoo (lemn de Sheesham), și tectona grandis (tec).

## Satele orașului Noida
Noida consta la început din aproximativ 81 de sate, dar acum face parte din districtul Gautum Buddh Nagar al statului Uttar Pradesh.
Satelor din Noida încă le lipsesc adrese poștale permanente și individuale, dar, oficialii au demarat un proiect de identificare și cartografiere a caselor din sate folosind imagini aeriene capturate de drone proiectate de North-East Center for Technology Application and Reach (NECTAR), o societate autonomă constituită în cadrul Departamentului de Știință și Tehnologie al Guvernului național.